# Étauliers
Etauliers – miejscowość i gmina we Francji, w regionie Nowa Akwitania, w departamencie Żyronda.
Według danych na rok 1990 gminę zamieszkiwały 1294 osoby, a gęstość zaludnienia wynosiła 100 osób/km² (wśród 2290 gmin Akwitanii Etauliers plasuje się na 335. miejscu pod względem liczby ludności, natomiast pod względem powierzchni na miejscu 882.).